# Joachim von Ribbentrop
Ullrich Friedrich Willy Joachim von Ribbentrop, geboren als Ullrich Friedrich Willy Joachim Ribbentrop (Wesel, 30 april 1893 - Neurenberg, 16 oktober 1946), was een Duits nazi-diplomaat en -politicus. Von Ribbentrop was een SS-Obergruppenführer (luitenant-generaal) en parlementslid voor de NSDAP in de Rijksdag. Hij werd na de Tweede Wereldoorlog terechtgesteld als oorlogsmisdadiger.
Van 1938 tot 1945 was hij minister van Buitenlandse Zaken onder Adolf Hitler. Een van zijn belangrijkste 'wapenfeiten' was wel het non-agressieverdrag dat hij in 1939 met Stalin afsloot.
Von Ribbentrop werd geboren als zoon van een legerofficier. Na zijn middelbareschooltijd ging hij naar Canada, waar hij een baan als vertegenwoordiger had. Aan het begin van de Eerste Wereldoorlog kwam hij naar Duitsland terug om dienst te doen in het leger. Na de oorlog werkte hij een paar jaar in de wijnhandel. In 1927 adopteerde hij van een tante het adellijke predicaat 'von'. Hij huwde de schatrijke Anneliese Henkell, telg uit het bekende Duitse sektgeslacht, hetgeen hem verder deed stijgen op de sociale ladder. 'Ribbensnob' was dan ook een van zijn bijnamen.

## Nazicarrière
In 1932 meldde Von Ribbentrop zich aan bij de Nationaalsocialistische Duitse Arbeiderspartij (NSDAP) geleid door Adolf Hitler. Omdat hij een laatkomer was, moest de oude garde niets van hem hebben. Von Ribbentrop kwam bij Hitler in de gratie omdat hij hem geholpen had in contact te komen met Franz von Papen, de toenmalige rijkskanselier. Na Hitlers benoeming tot kanselier werd Von Ribbentrop een van diens adviseurs voor buitenlandse zaken. In 1934 werd hij benoemd tot rijkscommissaris voor ontwapening (Genève). Van 1935-1938 was hij ambassadeur, vanaf 1936 gestationeerd in Londen. Hij onderhandelde met succes over de herbewapening van de Duitse marine (1935). Met Japan sloot hij in 1936 het Duits-Japanse Anti-Kominternpact.
Von Ribbentrop was talig zeer begaafd (hij sprak vloeiend Engels en Frans), maar wist met zijn gedrag regelmatig anderen tegen zich in het harnas te jagen. Zo bracht hij de Hitlergroet aan de Britse koning en stond hij bekend in Londen als 'Brickendrop' ('to drop a brick' betekent een blunder begaan). Hij nam deel aan de intimidatie van de Tsjecho-Slowaakse president Hácha en wist zelfs bij Ciano weerzin op te wekken met zijn oorlogszuchtige uitspraken.

## Tweede Wereldoorlog
In 1938 werd Von Ribbentrop benoemd tot minister van Buitenlandse Zaken. In die hoedanigheid sloot hij in 1939 voor Nazi-Duitsland met de Sovjet-Unie een niet-aanvalsverdrag (ook wel het Molotov-Ribbentroppact genoemd). Hierdoor gesteund kon Duitsland in de nazomer van 1939 Polen binnenvallen en begon de Tweede Wereldoorlog. Het was het hoogtepunt in Von Ribbentrops carrière.
In 1940 onderhandelde hij met Japan en Italië over het Driemogendhedenpact, waarbij de drie landen overeenkwamen elkaar te zullen steunen tegenover de Verenigde Staten van Amerika.
Tijdens de rest van zijn ambtstermijn speelde hij geen grote rol meer op het politieke toneel. In 1945 werd hij door admiraal Dönitz aan de kant geschoven. Hij werd in Flensburg door een Belgische en drie Britse soldaten gearresteerd. In 1946 werd hij met eenentwintig andere Duitse nazikopstukken in het Proces van Neurenberg berecht. De aanklagers presenteerden het bewijs dat hij actief betrokken was in het plannen van de Duitse agressie en de deportatie van Joden naar de vernietigingskampen, alsook dat hij had gepleit voor het doden van Amerikaanse en Britse vliegers die werden neergeschoten boven Duitsland. Hij werd schuldig bevonden en veroordeeld tot dood door de strop. Het vonnis werd op 16 oktober 1946 voltrokken in Neurenberg.

## Carrière
Von Ribbentrop bekleedde verschillende rangen in zowel de Pruisische leger als Allgemeine-SS. De volgende tabel laat zien dat de bevorderingen niet synchroon liepen.
| Datum             | Pruisische leger | Allgemeine-SS        | Diplomatiek korps | Buitenlandse zaken |
| ----------------- | ---------------- | -------------------- | ----------------- | ------------------ |
| 1916              | Leutnant         | —                    | —                 | —                  |
|                   | Oberleutnant     | —                    | —                 | —                  |
| 30 mei 1933       | —                | SS-Standartenführer  | —                 | —                  |
| 20 april 1935     | —                | SS-Oberführer        | —                 | —                  |
| 18 juni 1935      | —                | SS-Brigadeführer     | —                 | —                  |
| 11 augustus 1936  | —                | —                    | Ambassadeur       | —                  |
| 13 september 1936 | —                | SS-Gruppenführer     | —                 | —                  |
| 5 februari 1938   | —                | —                    | —                 | Rijksminister      |
| 20 april 1940     | —                | SS-Obergruppenführer | —                 | —                  |

## Lidmaatschapsnummers
- NSDAP-nr.: 1 199 927 (lid geworden 1 mei 1932[4])
- SS-nr.: 63 083 (lid geworden 30 mei 1933[4][2])

## Decoraties
Selectie:
- Gouden Ereteken van de NSDAP op 30 januari 1937[4][10]
- Gouden Grootkruis van de Orde van Verdienste van de Duitse Adelaar op 20 april 1939[4]
- Ridder met Keten in de Orde van Isabella de Katholieke
- Grootkruis in de Orde van Sint-Cyrillus en Sint-Methodius in 1940[4]
- Ridder in de Orde van de Aankondiging op 22 mei[4] 1939[11]
- Keten in de Orde van de Kruis en Pijlen op 28 mei 1940[12][4]
- Grootkruis in de Orde van de Ster van Karageorge in 1939[4]
- Grootlint in de Orde van de Rijzende Zon in 1940[4]
- Grootkruis met Briljanten in de Orde van de Dannebrog in 1941[4]
- Grootlint in de Orde van Ismail[4]
- Grootkruis met Eikenloof in de Orde van de Kroon van Koning Zvonimir in 1942[4]

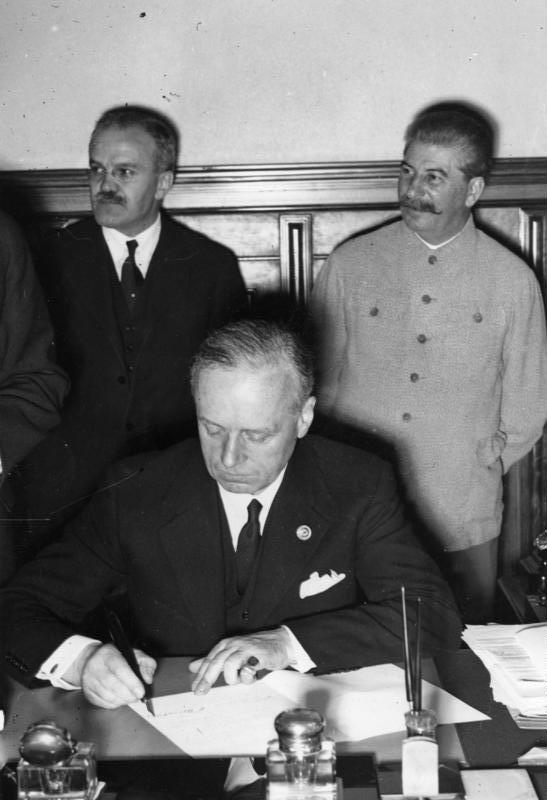
Von Ribbentrop ondertekent het niet-aanvalsverdrag tussen nazi-Duitsland en de Sovjet-Unie in 1939
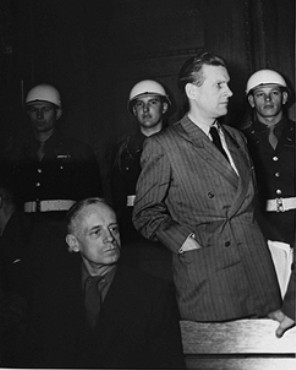
Von Ribbentrop links in de beklaagdenbank op het Proces van Neurenberg. Rechts staat Baldur von Schirach

Adolf Hitler · Franz von Papen · Konstantin von Neurath · Joachim von Ribbentrop · Wilhelm Frick · Heinrich Himmler · Lutz Schwerin von Krosigk · Alfred Hugenberg · Kurt Schmitt · Hjalmar Schacht · Hermann Göring · Walther Funk · Franz Seldte · Franz Gürtner · Franz Schlegelberger · Otto Georg Thierack · Werner von Blomberg · Wilhelm Keitel · Freiherr von Eltz-Rübenach · Julius Heinrich Dorpmüller · Wilhelm Ohnesorge · Walther Darré · Herbert Backe · Joseph Goebbels · Bernhard Rust · Fritz Todt · Albert Speer · Alfred Rosenberg · Hanns Kerrl · Hermann Muhs · Otto Meißner · Hans Heinrich Lammers · Martin Bormann · Karl Hermann Frank · Rudolf Hess · Ernst Röhm · Paul Giesler
Martin Bormann · Karl Dönitz · Hans Frank · Wilhelm Frick · Hans Fritzsche · Walther Funk · Hermann Göring · Rudolf Hess · Alfred Jodl · Ernst Kaltenbrunner · Wilhelm Keitel · Gustav Krupp von Bohlen und Halbach · Robert Ley · Konstantin von Neurath · Franz von Papen · Erich Raeder · Joachim von Ribbentrop · Alfred Rosenberg · Fritz Sauckel · Hjalmar Schacht · Baldur von Schirach · Arthur Seyss-Inquart · Albert Speer · Julius Streicher
- Bibsys: 90339696
- Biblioteca Nacional de Chile: 000252571
- Biblioteca Nacional de España: XX1415738
- Bibliothèque nationale de France: cb119404928 (data)
- Catàleg d'autoritats de noms i títols de Catalunya: 981058610880806706
- CiNii: DA08758582
- Gemeinsame Normdatei: 118600192
- International Standard Name Identifier: 0000 0001 2139 8239
- Library of Congress Control Number: n87882783
- Nationale Bibliotheek van Letland: 000257987
- National Archives and Records Administration: 10572042
- Bibliotheek van het Japanse parlement: 00551977
- Nationale Bibliotheek van Tsjechië: jn20000701500
- Nationale bibliotheek van Australië: 35949920
- Nationale Bibliotheek van Israël: 987007275489705171
- Nationale Bibliotheek van Polen: a0000001182789
- Nationale en Universitaire bibliotheek Zagreb: 000199410
- Nederlandse Thesaurus van Auteursnamen: 071087605
- LIBRIS: 285996
- SNAC: w6k936hj
- Système universitaire de documentation: 027342050
- Trove: 1159345
- Virtual International Authority File: 74645641
- WorldCat: E39PBJvMCTJyDKrdVbqtKXH3cP